# Matisyahu Salomon
Pour les articles homonymes, voir Salomon.
Matisyahu Chaim Salomon dit Matisyahu Salomon, né le 28 novembre 1937 à Londres, au Royaume-Uni et mort le 2 janvier 2024 à Lakewood, New Jersey, États-Unis, est un rabbin haredi américain, d'origine britannique, Mashgia'h Rou'hani (superviseur sprituel) de la Gateshead Yeshiva (Gateshead Talmudical College), au Royaume-Uni, pui de la Yechiva Beth Medrash Govoha, l'une des plus larges du monde, établie à Lakewood, New Jersey. Il s'oppose, parmi les premiers, dans le judaïsme orthodoxe, à l'utilisation sans restriction de l'internet. Il prône l'installation de filtres installés sur les ordinateurs et les smartphones.

## Biographie
Matisyahu Salomon,,, est né le 28 novembre 1937 (le 1er jour de Hanoucca, 25 Kislev, 5697) à Londres. Il est le fils du rabbin Jacob (Yaakov) Salomon  et de Adelheit Adi (Etti) Salomon.
Jacob Salomon est né le 15 juin 1909 à Nuremberg, en Bavière (Allemagne) et est mort le 26  août 1954. Adelheit Adi (Etti) Salomon est née Ucko, le 11 janvier 1913 à Frankfurt, Darmstadt, Hesse, Allemagne et est morte le 14 janvier 1980.

### Études
Matisyahu Salomon commence ses études à la Yechiva Eitz Chaim de Londres circa 1949 (5700). Le rabbin Elya Lopian reste encore dans cette yechiva pendant un an avant de partir pour Israël. Matisyahu Salomon le considère comme son maïtre spirituel.
Durant ses années de Yechiva et de Kollel, il étudie avec un partenaire, le rabbin Chaim Kaufman, fondateur de la Yechiva de Gateshead (Gateshead Yeshiva L’tzeirim), pendant seize ans.

### Famille
Il épouse Miriam Falk en 1960. Elle est née le 4 décembre 1941 à Manchester au Royaume-Uni et est morte le 5 décembre 2016 à Lakewood, au New Jersey.